# Nazionale maschile di football americano dell'Australia
La nazionale maschile di football americano dell'Australia (Australia national American football team) è la selezione maggiore maschile di football americano di Gridiron Australia che rappresenta l'Australia nelle varie competizioni ufficiali o amichevoli riservate a squadre nazionali.

## Risultati
Legenda: Grassetto: Risultato migliore, Corsivo: Mancate partecipazioni

## Dettaglio stagioni

### Amichevoli
| Stagione | Vin | Par | Per | Tot | PF  | PS  | avversaria                                            |
| -------- | --- | --- | --- | --- | --- | --- | ----------------------------------------------------- |
| 1987     | 0   | 0   | 3   | 3   | 34  | 90  | Brighton B-52's, Bournemouth Bobcats, BGFL All Stars  |
| 1988     | 0   | 0   | 3   | 3   | 34  | 59  | Thames Valley Chargers, Brent Bandits, BGFL All Stars |
| 1990     | 0   | 0   | 2   | 2   | 0   | 103 | BNGL North All Stars, Brent Bandits                   |
| 1991     | 0   | 0   | 1   | 1   | 0   | 34  | Francia                                               |
| 2009     | 1   | 0   | 0   | 1   | 24  | 14  | Loughborough Aces/Tamworth Phoenix                    |
| 2013     | 1   | 0   | 0   | 1   | 20  | 0   | Polynesian Warriors                                   |
| Totale   | 2   | 0   | 9   | 11  | 112 | 300 |                                                       |

Fonte: americanfootballitalia.com

### Tornei

#### Giochi mondiali
| Stagione | regular season | regular season | regular season | regular season | regular season | regular season | playoff | playoff | playoff | playoff | playoff | playoff      | playoff    |
|          | Vin            | Par            | Per            | Tot            | PF             | PS             | Vin     | Per     | Tot     | PF      | PS      | risultato    | avversaria |
| -------- | -------------- | -------------- | -------------- | -------------- | -------------- | -------------- | ------- | ------- | ------- | ------- | ------- | ------------ | ---------- |
| 2005     | -              | -              | -              | -              | -              | -              | 0       | 2       | 2       | 0       | 45      | Quarto posto | Francia    |
| Totale   | -              | -              | -              | -              | -              | -              | 0       | 2       | 2       | 0       | 45      |              |            |

Fonte: americanfootballitalia.com

#### Mondiali

##### Fase finale
| Stagione | regular season | regular season | regular season | regular season | regular season | regular season | playoff | playoff | playoff | playoff | playoff | playoff      | playoff       |
|          | Vin            | Par            | Per            | Tot            | PF             | PS             | Vin     | Per     | Tot     | PF      | PS      | risultato    | avversaria    |
| -------- | -------------- | -------------- | -------------- | -------------- | -------------- | -------------- | ------- | ------- | ------- | ------- | ------- | ------------ | ------------- |
| 1999     | 0              | 0              | 2              | 2              | 6              | 76             | 1       | 0       | 1       | 10      | 7       | Quinto posto | Finlandia     |
| 2011     | 0              | 0              | 3              | 3              | 20             | 156            | 0       | 1       | 1       | 10      | 48      | Ottavo posto | Austria       |
| 2015     | 2              | 0              | 1              | 3              | 66             | 67             | 1       | 0       | 1       | 42      | 14      | Quinto posto | Corea del Sud |
| Totale   | 2              | 0              | 6              | 8              | 92             | 299            | 2       | 1       | 3       | 62      | 69      |              |               |

Fonte: americanfootballitalia.com

##### Qualificazioni
| Stagione | regular season | regular season | regular season | regular season | regular season | regular season | playoff | playoff | playoff | playoff | playoff | playoff         | playoff       |
|          | Vin            | Par            | Per            | Tot            | PF             | PS             | Vin     | Per     | Tot     | PF      | PS      | risultato       | avversaria    |
| -------- | -------------- | -------------- | -------------- | -------------- | -------------- | -------------- | ------- | ------- | ------- | ------- | ------- | --------------- | ------------- |
| 2007     | -              | -              | -              | -              | -              | -              | 0       | 1       | 1       | 13      | 22      | Non qualificata | Corea del Sud |
| Totale   | -              | -              | -              | -              | -              | -              | 0       | 1       | 1       | 13      | 22      |                 |               |

Fonte: americanfootballitalia.com

#### Oceania Bowl
| Stagione | regular season | regular season | regular season | regular season | regular season | regular season | playoff | playoff | playoff | playoff | playoff | playoff   | playoff       |
|          | Vin            | Par            | Per            | Tot            | PF             | PS             | Vin     | Per     | Tot     | PF      | PS      | risultato | avversaria    |
| -------- | -------------- | -------------- | -------------- | -------------- | -------------- | -------------- | ------- | ------- | ------- | ------- | ------- | --------- | ------------- |
| 2003     | -              | -              | -              | -              | -              | -              | 1       | 0       | 1       | 8       | 0       | Campioni  | Nuova Zelanda |
| 2005     | -              | -              | -              | -              | -              | -              | 1       | 0       | 1       | 47      | 2       | Campioni  | Nuova Zelanda |
| Totale   | -              | -              | -              | -              | -              | -              | 2       | 0       | 2       | 55      | 2       |           |               |

Fonte: americanfootballitalia.com

#### Tri Nations
| Stagione | regular season | regular season | regular season | regular season | regular season | regular season | playoff | playoff | playoff | playoff | playoff | playoff   | playoff    |
|          | Vin            | Par            | Per            | Tot            | PF             | PS             | Vin     | Per     | Tot     | PF      | PS      | risultato | avversaria |
| -------- | -------------- | -------------- | -------------- | -------------- | -------------- | -------------- | ------- | ------- | ------- | ------- | ------- | --------- | ---------- |
| 2009     | 1              | 0              | 1              | 2              | 20             | 37             | -       | -       | -       | -       | -       | -         | Svezia     |
| Totale   | 1              | 0              | 1              | 2              | 20             | 37             | -       | -       | -       | -       | -       | -         |            |

Fonte: americanfootballitalia.com

#### Festival Tahitiano di Football americano
| Stagione | regular season | regular season | regular season | regular season | regular season | regular season | playoff | playoff | playoff | playoff | playoff | playoff   | playoff    |
|          | Vin            | Par            | Per            | Tot            | PF             | PS             | Vin     | Per     | Tot     | PF      | PS      | risultato | avversaria |
| -------- | -------------- | -------------- | -------------- | -------------- | -------------- | -------------- | ------- | ------- | ------- | ------- | ------- | --------- | ---------- |
| 2016     | 2              | 0              | 0              | 2              | 122            | 20             | -       | -       | -       | -       | -       | Campioni  | Tahiti     |
| Totale   | 2              | 0              | 0              | 2              | 122            | 20             | -       | -       | -       | -       | -       | -         |            |

Fonte: americanfootballitalia.com

### Riepilogo partite disputate
| Anno            | Luogo        | Evento          | Fase del torneo      | Incontro                                        | Risultato |
| 1987            | Brighton     | Amichevole      |                      | Brighton B-52's - Australia                     | 22 - 6    |
| 1987            | Bournemouth  | Amichevole      |                      | Bournemouth Bobcats - Australia                 | 34 - 8    |
| 1987            | ?            | Amichevole      |                      | BGFL All Stars - Australia                      | 34 - 20   |
| 1988            | ?            | Amichevole      |                      | Thames Valley Chargers - Australia              | 14 - 0    |
| 1988            | ?            | Amichevole      |                      | Brent Bandits - Australia                       | 12 - 6    |
| 1988            | ?            | Amichevole      |                      | BGFL All Stars - Australia                      | 33 - 28   |
| 1990            | ?            | Amichevole      |                      | BNGL North All Stars - Australia                | 53 - 0    |
| 1990            | ?            | Amichevole      |                      | Brent Bandits - Australia                       | 50 - 0    |
| 1991            | Orléans      | Amichevole      |                      | Francia - Australia                             | 34 - 0    |
| 25 giugno 1999  | Palermo      | Mondiale        | Girone               | Svezia - Australia                              | 22 - 6    |
| 1º luglio 1999  | Palermo      | Mondiale        | Girone               | Giappone - Australia                            | 54 - 0    |
| luglio 1999     | Palermo      | Mondiale        | Finale 5º - 6º posto | Australia - Finlandia                           | 10 - 7    |
| 2003            | ?            | Oceania Bowl    |                      | Australia - Nuova Zelanda                       | 8 - 0     |
| 15 luglio 2005  | Duisburg     | Giochi Mondiali | Semifinale           | Germania - Australia                            | 31 - 0    |
| 17 luglio 2005  | Duisburg     | Giochi Mondiali | Finale 3º - 4º posto | Francia - Australia                             | 14 - 0    |
| 2005            | Marrickville | Oceania Bowl    |                      | Australia - Nuova Zelanda                       | 47 - 2    |
| 27 gennaio 2007 | ?            | Mondiale        | Qualificazioni       | Corea del Sud - Australia                       | 22 - 13   |
| 24 luglio 2009  | Loughborough | Amichevole      |                      | Loughborough Aces/ Tamworth Phoenix - Australia | 14 - 24   |
| 2009            | Loughborough | Tri Nations     |                      | Australia - Gran Bretagna                       | 20 - 3    |
| 2009            | Loughborough | Tri Nations     |                      | Svezia - Australia                              | 34 - 0    |
| 8 luglio 2011   | Innsbruck    | Mondiale        | Girone               | Stati Uniti - Australia                         | 61 - 0    |
| 10 luglio 2011  | Innsbruck    | Mondiale        | Girone               | Messico - Australia                             | 65 - 0    |
| 12 luglio 2011  | Innsbruck    | Mondiale        | Girone               | Germania - Australia                            | 30 - 20   |
| 15 luglio 2011  | Vienna       | Mondiale        | Finale 7º - 8º posto | Australia - Austria                             | 10 - 48   |
| 2013            | Narrabeen    | Amichevole      |                      | Australia - Polynesian Warriors                 | 20 - 0    |
| 9 luglio 2015   | Canton       | Mondiale        | Girone               | Australia - Corea del Sud                       | 47 - 6    |
| 12 luglio 2015  | Canton       | Mondiale        | Girone               | Francia - Australia                             | 53 - 3    |
| 15 luglio 2015  | Canton       | Mondiale        | Girone               | Australia - Brasile                             | 16 - 8    |
| 18 luglio 2015  | Canton       | Mondiale        | Finale 5º - 6º posto | Corea del Sud - Australia                       | 14 - 42   |
| 27 luglio 2016  | Pirae        | Amichevole      |                      | Australia - Samoa Americane                     | 40 - 14   |
| 30 luglio 2016  | Pirae        | Amichevole      |                      | Tahiti - Australia                              | 6 - 82    |

## Confronti con le altre Nazionali
Questi sono i saldi dell'Australia nei confronti delle Nazionali incontrate.

### Saldo positivo
| Nazionale       | Giocate | Vinte | Pareggiate | Perse | PF  | PS | Ultima vittoria | Ultimo pari | Ultima sconfitta |
| --------------- | ------- | ----- | ---------- | ----- | --- | -- | --------------- | ----------- | ---------------- |
| Tahiti          | 1       | 1     | 0          | 0     | 82  | 6  | 2016            | -           | -                |
| Corea del Sud   | 3       | 2     | 0          | 1     | 102 | 42 | 2015            | -           | 2007             |
| Nuova Zelanda   | 2       | 2     | 0          | 0     | 55  | 2  | 2005            | -           | -                |
| Samoa Americane | 1       | 1     | 0          | 0     | 40  | 14 | 2016            | -           | -                |
| Gran Bretagna   | 1       | 1     | 0          | 0     | 20  | 3  | 2009            | -           | -                |
| Brasile         | 1       | 1     | 0          | 0     | 16  | 8  | 2015            | -           | -                |
| Finlandia       | 1       | 1     | 0          | 0     | 10  | 7  | 1999            | -           | -                |

### Saldo negativo
| Nazionale | Giocate | Vinte | Pareggiate | Perse | PF | PS  | Ultima vittoria | Ultimo pari | Ultima sconfitta |
| --------- | ------- | ----- | ---------- | ----- | -- | --- | --------------- | ----------- | ---------------- |
| Austria   | 1       | 0     | 0          | 1     | 10 | 48  | -               | -           | 2011             |
| Germania  | 2       | 0     | 0          | 2     | 20 | 61  | -               | -           | 2011             |
| Svezia    | 2       | 0     | 0          | 20    | 6  | 56  | -               | -           | 2009             |
| Giappone  | 1       | 0     | 0          | 1     | 0  | 54  | -               | -           | 1999             |
| Messico   | 1       | 0     | 0          | 1     | 0  | 65  | -               | -           | 2011             |
| Francia   | 3       | 0     | 0          | 3     | 3  | 101 | -               | -           | 2015             |

## Roster storici
| Roster dell'Australia - Mondiale 2011 |
| --- |
| Quarterback - 11 Kiernan Dorney - 14 David Ward Running Back - 33 Matthew Croasdaile - 21 Luke Jackson - 18 Nathan Lansdell FB - 35 Paul Mason FB Wide Receiver - 82 Tristan Cauhepe - 89 Ryan Dwyer - 83 Luke Fredericks WR/P - 36 Tyson Garnham - 26 Lewis Wyten Tight End - 17 Liam Erby TE/K - 34 Locklan Gilbert TE/K Offensive Linemen - 60 Aaron Carbury - 58 Ernest Christensen - 72 James Gifford - 70 Adam Gotsis - 74 Dom Radman - 56 John Radman - 76 Kurt Schulte-Schrepping - 71 Jon Tostovin - 68 Ben Gregson Defensive Linemen - 91 Chris Bondin - 84 Nathan Brown - 99 Kelvin Howsan - 55 Leon Latulipe - 50 Shannon Lynch - 69 Christian O'Dea - 90 John Tolsher Linebacker - 80 Bradley Bennett - 27 James McFadzean - 24 Ryan Ottens - 51 Layke Rossiello - 9 Daniel Sharp - 13 Warren Zirkler Defensive Back - 1 Steve Baker DB/P - 22 Damien Donaldson - 37 Kieran Lansdell - 2 Tautinoga Masaga Faletaogo - 8 Christian McCarty - 43 Ben Middleton - 88 Bryn Nightingale - 25 Chris Pearce - 47 Scott Wolfe - 28 Andrew Yeung Special Team Roster aggiornato al 13 gennaio 2025 Coaching staff HC John Leijten · OC/OL Martyn Carlton · DC Andrew Ogborne · QB/WR John Roe · RB Brendon Bowe · DL Luke Chapman · ST Paul Garnham |

| Roster dell'Australia - Mondiale 2015 |
| --- |
| Quarterback - 11 Kiernan Dorney - 3 Jared Stegman Running Back - 10 Conor Foley - 31 Jack Marton - 26 Luke Jackson - 37 Nathan Lansdell FB Wide Receiver - 93 Blake Marklew - 18 Daniel Strickland - 1 Grant McNaugthon - 82 Matthew Riles - 86 Michael Tedmanson - 81 Mitchell Besse - 36 Tyson Garnham Tight End - 87 Matthew McKie Offensive Linemen - 60 Aaron Carbury G - 74 Dom Radman C - 54 Gavin Jones OT - 72 James Gifford OT - 71 Jon Tostovin G - 73 Joshua Faure G - 69 Michael Solomon G Defensive Linemen - 91 Alan Steinohrt DT - 64 Andrew Wright DT - 25 Heamasi Akoula NT - 16 James Pritchard NT - 63 Jason Aslimoski DT - 44 Sam Matautia DE - 50 Samuel Reilly DE - 76 Vilami Folau DT Linebacker - 5 Andrew Stevens MLB - 80 Bradley Bennett SAM - 92 Carlise Jones - 2 Jason Leeon - 42 Marcos Delana MLB - 24 Ryan Ottens WILL - 54 Zack Bryers SAM Defensive Back - 88 Bryn Nightingale CB - 15 Calvin Young CB - 22 Damien Donaldson SS - 27 Damien Molloy FS - 21 Isaac Summerfield CB - 19 Paul Mamotte CB - 47 Scott Wolfe SS - 36 Tyson Burgess FS Special Team - 30 Eddie Koewa K/P Roster aggiornato al 13 gennaio 2025 |